# Gualta cuyana
Gualta — вимерлий рід нотоунгулятів леонтинієвих. Він жив під час пізнього олігоцену Аргентини.

## Опис
Цей рід відомий за численними викопними останками, включаючи майже повний череп, кілька хребців, численні фрагменти верхньої та нижньої щелеп, а також посткраніальні елементи кількох різних особин, що дозволяє реконструювати його зовнішній вигляд. Гуальта була твариною значних розмірів і важкої статури, і вона могла перевищувати два метри в довжину. Череп був відносно високим, і Gualta була дуже схожа на одного зі своїх родичів того ж періоду, Scarrittia. Як і в останнього, у гуальти був перший верхній різець значно розвинутіший, ніж два інших, й ікло, яке перекривало перший премоляр. Однак, на відміну від Scarrittia, гуальта мала більш подовжену морду, вужчі та довші носові кістки; третій і четвертий премоляри мали низьку язикову борозну; шийний хребець був коротший; п'яткова кістка коротша й без човноподібної фасетки. На відміну від інших леонтиніїд, таких як Leontinia, Ancylocoelus, Anayatherium або Colpodon, Gualta все ще мала повний зубний ряд.

## Палеобіологія
Скам'янілості гуальти становлять низький відсоток різноманітності ссавців у Quebrada Fiera, на відміну від інших місцевостей Бразилії та Патагонії, де леонтинії є одними з найбільш добре представлених родин нотоунгулятів.

## Класифікація
Gualta cuyana була вперше описана в 2015 році на основі викопних останків, знайдених у пізньому олігоцені формації Агуа-де-ла-П'єдра в провінції Мендоса в Аргентині. Філогенетичний аналіз, запропонований у вивченні першого опису, вказує на те, що гуальта була леонтиніїдою, групою важких нотоунгулятів, широко розповсюджених у Південній Америці в олігоцені. Gualta, здається, тісно пов'язана з Anayatherium і Scarrittia, але, можливо, також була предком інших форм леонтиніїд.